# Aeroportul Croker Island
Aeroportul Croker Island (IATA: CKI, ICAO: YCKI) este un aeroport din Teritoriul de Nord, Australia ce deservește zona Minjilang⁠(d).
Situat la o altitudine de 16 m, aeroportul dispune de o singură pistă.